# Guy Romano
Pour les articles homonymes, voir Romano.
Guy Romano, né le 11 juin 1937 à Arc-en-Barrois dans la Haute-Marne et mort le 23 novembre 2023 à Dijon,, est un évêque catholique français, membre de la congrégation du Très Saint Rédempteur (Rédemptoristes) et évêque de Niamey au Niger de 1997 à 2003.

## Biographie
Guy Romano  est ordonné prêtre le 24 février 1964 pour les rédemptoristes.
Avant d'être nommé évêque au Niger, il a exercé comme curé de la paroisse de Zinder (Niger). 
Jean-Paul II le nommé administrateur apostolique de Niamey au Niger le 25 juin 1984 avec le titre d'évêque titulaire (ou in partibus) de Caput Cilla (de). Il est consacré le 30 septembre suivant par le cardinal Paul Zoungrana.
Le 3 mars 1997 il est nommé évêque Niamey. Il se retire le 25 janvier 2003.
Il décède le 23 novembre 2023, ses obsèques ont lieu Arc-en-Barrois le 30 novembre.